# HY Андромеды
HY Андромеды (лат. HY Andromedae) — одиночная переменная звезда в созвездии Андромеды на расстоянии (вычисленном из значения параллакса) приблизительно 1180 световых лет (около 362 парсеков) от Солнца. Видимая звёздная величина звезды — от +20,3m до +18,2m.

## Характеристики
HY Андромеды — эруптивная переменная звезда типа UV Кита (UV).